# Ла Грејнџ (Вајоминг)
Ла Грејнџ (енгл. La Grange) град је у америчкој савезној држави Вајоминг.

## Демографија
По попису из 2010. године број становника је 448, што је 116 (34,9%) становника више него 2000. године.
| Група             | 2000.       | 2010.       |
| Белци             | 294 (88,6%) | 407 (90,8%) |
| Афроамериканци    | 1 (0,3%)    | 4 (0,9%)    |
| Азијати           | 4 (1,2%)    | 1 (0,2%)    |
| Хиспаноамериканци | 25 (7,5%)   | 32 (7,1%)   |
| Укупно            | 332         | 448         |